# Альянс восьми держав

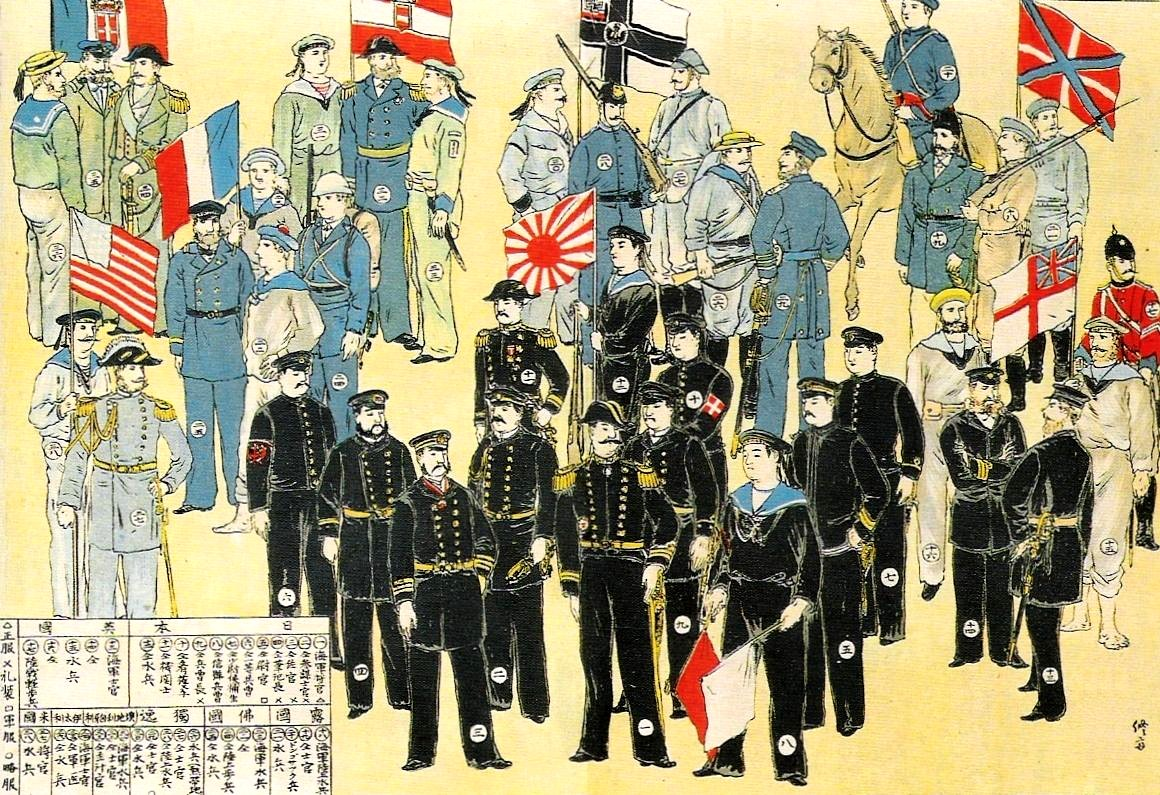
Збройні сили альянсу

Альянс восьми держав — військовий альянс, до якого увійшли Російська імперія, США, Німецька імперія, Велика Британія, Французька республіка, Японська імперія, Австро-Угорська імперія та Королівство Італія, чиї війська вторглися в Цінський Китай у відповідь на облогу кількох дипломатичних місій в Посольському кварталі в Пекіні 1900 року. Військо складалося з 45 тисяч солдат альянсу.
У ході кампанії 1900 року союзні війська припинили облогу посольств, придушили Боксерське повстання і розбили імператорську армію Китаю.